# Arisiachi
Arisiachi är en ort i Mexiko.   Den ligger i kommunen Guerrero och delstaten Chihuahua, i den nordvästra delen av landet, 1 300 km nordväst om huvudstaden Mexico City. Arisiachi ligger 1 964 meter över havet och antalet invånare är 471.
Terrängen runt Arisiachi är huvudsakligen kuperad, men den allra närmaste omgivningen är platt. Arisiachi ligger nere i en dal. Runt Arisiachi är det mycket glesbefolkat, med 7 invånare per kvadratkilometer. Arisiachi är det största samhället i trakten. Omgivningarna runt Arisiachi är i huvudsak ett öppet busklandskap.